# Héros (film, 1977)
Pour les articles homonymes, voir Héros (homonymie) et Heroes.
Héros (Heroes) est un film américain réalisé par Jeremy Kagan, sorti en 1977.

## Synopsis
Un vétéran du Viêt Nam souffrant d'un désordre post traumatique se sauve d'un hôpital pour vétérans de l'armée américaine à New York. Il effectue un périple routier avec une voyageuse sympathique pour découvrir ce qu'il est advenu des autres hommes de son unité. Ils arrivent à Euréka en Californie…

## Fiche technique
- Titre : Héros
- Titre original : Heroes
- Réalisation : Jeremy Kagan
- Scénario : David Freeman et James Carabatsos
- Production : David Foster et Lawrence Turman
- Musique : Jack Nitzsche
- Photographie : Frank Stanley
- Montage : Patrick Kennedy
- Pays d'origine : États-Unis
- Format : Couleurs - Mono
- Genre : Comédie dramatique
- Durée : 112 minutes
- Date de sortie : 1977

## Distribution
- Henry Winkler (VF : Bernard Tiphaine) : Jack Dunne
- Sally Field (VF : Catherine Lafond) : Carol Bell
- Harrison Ford (VF : Francis Lax) : Ken Boyd
- Val Avery (VF : Albert de Médina) : Chauffeur de bus
- Olivia Cole (VF : Julia Dancourt) : Jane Adcox
- Hector Elias (VF : Henri Poirier) : Dr Elias
- Dennis Burkley : Gus
- Tony Burton (VF : Jean-François Laley) : le cuisinier du restaurant
- Helen Craig (VF : Lily Baron) : la gérante de la gare routière
- John O'Leary (VF : Yves Barsacq) : le guichetier de la gare
- Earle Towne (VF : Bernard Woringer) : Leo Sturges
- Louis Carello (VF : Georges Atlas) : Stokes
- Al Ruban (VF : Pierre Fromont) : le recruteur de l'armée
- William Watson (VF : Michel Barbey) : le serveur du bar

## Autour du film
- Le film réunit essentiellement des vedettes de télévision comme Henry Winkler (Fonzie dans Happy Days), Sally Field (à l'époque connue pour la série La Sœur volante) ou encore Val Avery (apparu notamment dans bon nombre de séries comme Les Incorruptibles, Gunsmoke et Columbo).
- Harrison Ford a fait ce film peu après la fin du tournage de La Guerre des étoiles. Voulant se dissocier du personnage de Han Solo, l'acteur interprète ici un vétéran de la guerre du Vietnam traumatisé. Si le film n'a pas attiré le public, la prestation de Ford n'en reste pas moins notable, y mettant en avant son expérience de menuisier (il renouvellera cette situation dans Witness).